# Dysmachus medius
Dysmachus medius är en tvåvingeart som beskrevs av Pavel Lehr 1966. Dysmachus medius ingår i släktet Dysmachus och familjen rovflugor. Inga underarter finns listade i Catalogue of Life.